# Taxi Centrale Amsterdam
Taxicentrale Amsterdam (TCA) is de grootste reguliere taxicentrale van Nederland. Er zijn zo'n 1500 taxichauffeurs bij aangesloten. Deze chauffeurs zijn allemaal zelfstandige ondernemers. TCA bemiddelt tussen vraag en aanbod (tussen consument en zelfstandig ondernemer).

## Geschiedenis

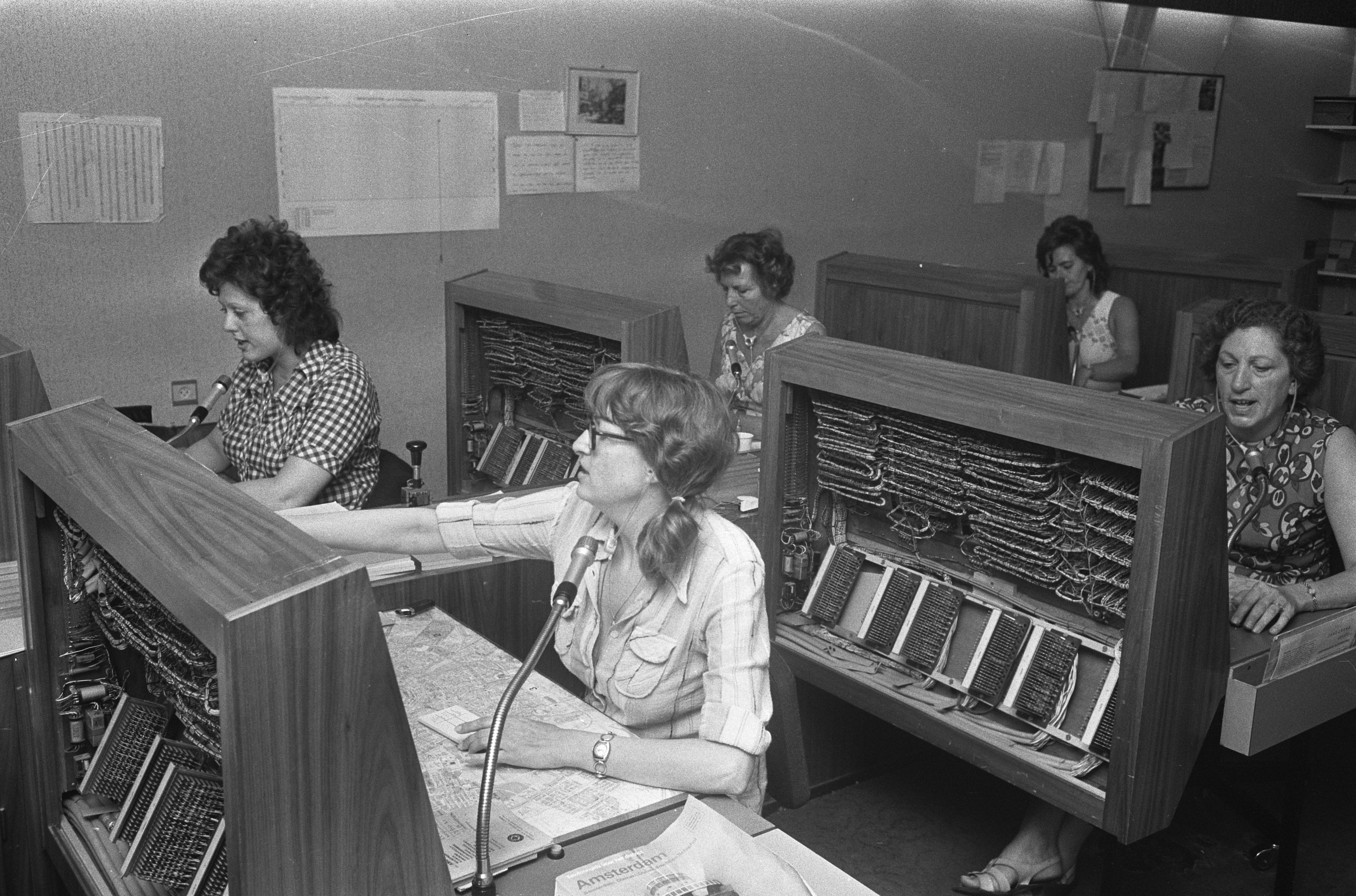
Telefonistes van de TCA, augustus 1973

TCA werd opgericht in april 1995. De TCA had een monopoliepositie op het taxivervoer in Amsterdam totdat in 1998, dankzij de liberalisering, Taxidirekt werd opgericht. Dit leidde tot de zogenaamde taxioorlog in Amsterdam.

### Wanbeleid
Op 6 juli 2006 besliste de Ondernemingskamer op verzoek van 229 taxichauffeurs dat de drie directieleden Dick Grijpink, Bub van Gelderen en Hans Janmaat (niet te verwarren met de politicus Hans Janmaat) het veld moesten ruimen wegens wanbeleid. Zij werden opgevolgd door Bas Vos.

### App
Op 26 januari 2012 introduceerde TCA een eigen app. Met deze app kunnen mensen via hun smartphone een TCA-taxi bestellen.

## Film en boek
Nachtrit, uitgekomen in 2006, is een speelfilm die zich afspeelt tegen de achtergrond van de taxioorlog. Het zou deels een zogenaamde 'sleutelfilm' betreffen. Men zou de veronderstelde hoofdfiguren van die taxioorlog in Amsterdam kunnen herkennen in deze Nederlandse speelfilm.
De Afrekening van oud-TCA-directeur Dick Grijpink is een 270 pagina's dik boek uit januari 2009. Schrijver-journalist Bart Bakker gaat, grotendeels vanuit het perspectief van Grijpink, uitgebreid in op de verwikkelingen binnen TCA, een en ander gedurende een voor de gehele taxibranche zeer bewogen tijdvak (1996-2007).